# Bartosz Tyszkowski
Bartosz Łukasz Tyszkowski (ur. 25 stycznia 1994 w Gorzowie Wielkopolskim) – polski niepełnosprawny lekkoatleta, specjalizujący się w pchnięciu kulą, rzucie dyskiem oraz rzucie oszczepem, wicemistrz paraolimpijski (2016), mistrz świata i Europy.

## Życiorys
Mierzy 140 cm. Zaczął trenować piłkę nożna w Stilonie Gorzów Wielkopolski, a następnie lekkoatletykę w Gorzowskim Związku Sportu Niepełnosprawnych „Start”, specjalizując się w konkurencjach rzutowych dla osób o niskim wzroście.
W 2012 zadebiutował na Letnich Igrzyskach Paraolimpijskich w Londynie, zajmując czwarte miejsce w pchnięciu kulą i rzucie dyskiem (w kategorii F40). W 2013 wywalczył mistrzostwo świata w pchnięciu kulą i wicemistrzostwo świata w rzucie dyskiem. W 2014 zdobył pierwsze medale na mistrzostwach Europy – złoty w pchnięciu kulą i brązowy w rzucie oszczepem. W 2015 i 2016 bronił tytułów mistrzowskich w pchnięciu kulą, kilkakrotnie poprawiał rekordy świata pchnięciu kulą i rzucie dyskiem. W 2015 ponownie zajął pierwsze miejsce na mistrzostwach świata w pchnięciu kulą.
W 2016 wywalczył srebrny medal w pchnięciu kulą (w kategorii F41) na Letnich Igrzyskach Paraolimpijskich w Rio de Janeiro, przegrywając złoty medal o 1 cm. W 2018 ponownie zdobył mistrzostwo Europy w pchnięciu kulą (w kategorii F41), ustanawiając jednocześnie nowy rekord świata. Mistrzostwo kontynentu obronił w 2021. W tym samym roku zajął piąte miejsce w pchnięciu kulą na Letnich Igrzyskach Paraolimpijskich w Tokio.
W 2016 uznany za najlepszego niepełnosprawnego sportowca roku w 81. Plebiscycie „Przeglądu Sportowego”.
W 2016 został odznaczony Srebrnym Krzyżem Zasługi.